# 프랑크 더 부르
프랑크 더 부르(네덜란드어: Franciscus "Frank" de Boer, 1970년 5월 15일 ~ )는 네덜란드의 은퇴한 축구 선수이다. 또한 프랑크 더 부르의 쌍둥이 남동생인 로날트 더 부르도 네덜란드 축구 국가대표팀과 유럽 무대에서 활약한 축구 선수로 프랑크 더 부르는 우수한 수비수일 뿐만 아니라 뛰어난 패스 능력과 프리킥 능력을 겸비하고 있었다.
네덜란드 대표팀에서 112경기에 출전한 프랑크 더 부르는 네덜란드 축구 국가대표팀 역사상 가장 많은 경기에 출전한 선수가 되었지만 이 기록은 대표팀 동료 선수였던 에드윈 판 데르 사르에 의해 경신되고 말았다. 더 부르는 1990년 9월 네덜란드와 이탈리아와의 A매치에서 데뷔하였다.
더 부르는 아약스에서 선수 생활을 시작할 때에는 레프트백으로 선수 생활을 시작하였지만, 이후 포지션을 센터백으로 변경 하였고 더 부르는 수년간 자신의 포지션에서 이름을 떨쳤다. 더 부르는 아약스 소속으로 UEFA 챔피언스리그와 UEFA컵에서 우승을 경험한 뒤에 라리가의 FC 바르셀로나로 이적하였지만 더 이상 성공을 이어가지 못하였고 오히려 금지 약물인 난드롤론을 복용한 사실이 드러나 징계를 받았다.
더 부르는 UEFA 유로 2004 이후 은퇴할 때까지 네덜란드 대표팀의 주장을 맡았으며 재능있는 수비수로 여겨졌다.
프랑크 더 부르는 2006년 4월, 네덜란드 대표팀에서 은퇴를 선언하였다. 더 부르는 과거 자신이 뛰었던 클럽인 아약스의 청소년 영역을 담당하는 코치 역할을 하였고 네덜란드 축구 국가대표팀에서 필립 코퀴와 함께 수석 코치를 맡았다.

## 같이 보기
- A매치 100경기 이상 출전한 축구 선수 명단